# Dans la serre
Dans la serre est une huile sur toile peinte par Édouard Manet en 1879, conservée à l'Alte Nationalgalerie à Berlin sous le titre Le Jardin d'hiver, représentant des amis de Manet, un couple, dans une serre. Il y a une certaine ambiguïté dans la peinture, ce qui conduit les critiques d'art à caractériser la relation du couple de manière divergente.
C'est la première œuvre de Manet achetée par un musée.

## Description
Le cadre est une véranda située au 70, rue d'Amsterdam à Paris, alors propriété du peintre Georg von Rosen et que Manet utilise comme atelier pendant neuf mois de 1878 à 1879. Une telle véranda peut avoir été plus qu'une serre; Consolation du peintre française Alix-Louise Enault dépeint la serre parisienne comme « un lieu luxueusement décoré et intime - un espace intérieur isolé propice à des rendez-vous privés ». À première vue, nous voyons un double portrait d'un couple d'un certain rang social, à la mode et séduisant. Ce sont les amis de Manet, les Guillemet, qui possédaient une boutique de vêtements. Leur statut de mariés est véhiculé par leurs bagues et la proximité de leurs mains est le signe d'intimité la plus proche. La femme devient le centre du portrait, elle est placée plus en évidence et est habillée de façon plus colorée. Leur séparation physique – avec le mari, Jules, affalé dans des vêtements sombres derrière le banc –, leur manque d'engagement avec le spectateur, et leurs regards abstraits créent un sentiment de détachement, ce qui est le thème principal des critiques récentes de l'œuvre. 
L'interaction des lignes définit formellement l'œuvre. La femme a une posture droite qui fait écho aux lattes verticales du banc, et l'homme, bien que penché en avant, ne rompt pas cette verticalité. Le banc continue du côté droit, renforçant la dimension horizontale et séparant l'avant et l'arrière-plan. Les plis en diagonale sur la robe de la femme apportent un certain relief à la linéarité de la composition.
Depuis l'exposition du tableau, les critiques interprétent la relation du couple de diverses manières. Huysmans qualifie les sujets de « merveilleusement détachés de l'enveloppe de vert qui les entoure ». Comme le résume Collins :

« John Richardson, par exemple, a qualifié les personnages de « raides », tandis que le critique Castagnary, contemporain de Manet, a écrit que «rien [ne pouvait être] plus naturel que les attitudes». Pour le critique Banville, M. Guillemet fixe la riche soie moirée de la jupe de sa femme; Duret le fait discuter avec elle. Huysmans a décrit Mme Guillemet comme un «flirt animé», tandis qu'un autre critique l'a qualifiée de «boudeuse». George Heard Hamilton a évoqué une «tension étrange» qui rappelle Le Balcon. Enfin, dans Artforum, une critique d'art féministe a découvert dans l'indépendance « positivement récalcitrante » de Mme Guillemet vis-à-vis de son mari une « imagerie féminine radicalisée ». »

La peinture est exposée au Salon de Paris de 1879 et est considérée comme étonnamment conservatrice pour Manet. Jules-Antoine Castagnary écrit, de manière taquine : « Mais qu'est-ce que c'est ? Les visages et les mains sont plus soigneusement dessinés que d'habitude : Manet est-il en train de faire des concessions au public ? » - et ajoute qu'il dépeint « l'élégance de la vie à la mode ». 
Chez le Père Lathuille ayant des sujets similaires et peint plus tard la même année, peut être considéré comme un compagnon de Dans la serre. Ce tableau n'est pas exposé au Salon de 1879.

## Provenance
Jean-Baptiste Faure achète le tableau, avec trois autres, pour de 11 000 francs. En 1896, l'Alte Nationalgalerie de Berlin l'achète, devenant ainsi le premier musée au monde à acheter un Manet. 
En 1945, à la fin de la Seconde Guerre mondiale, Dans la Serre fait partie des objets évacués de la Galerie nationale allemande et des musées d'État de Berlin et mis en lieu sûr dans une mine à Merkers. Après la guerre, la peinture est découverte et sécurisée par les Monuments Men. Cette action est documentée avec plusieurs photographies montrant des soldats de l'armée américaine posant avec le tableau de Manet dans la mine. Ces photographies ont acquis un statut iconographique au fil des ans et sont souvent utilisées à tort comme illustration de l'art pillé par les nazis dans des publications comme la Deutsche Welle, The Washington Post, The New York Times et dans des articles universitaires. 

## Galerie

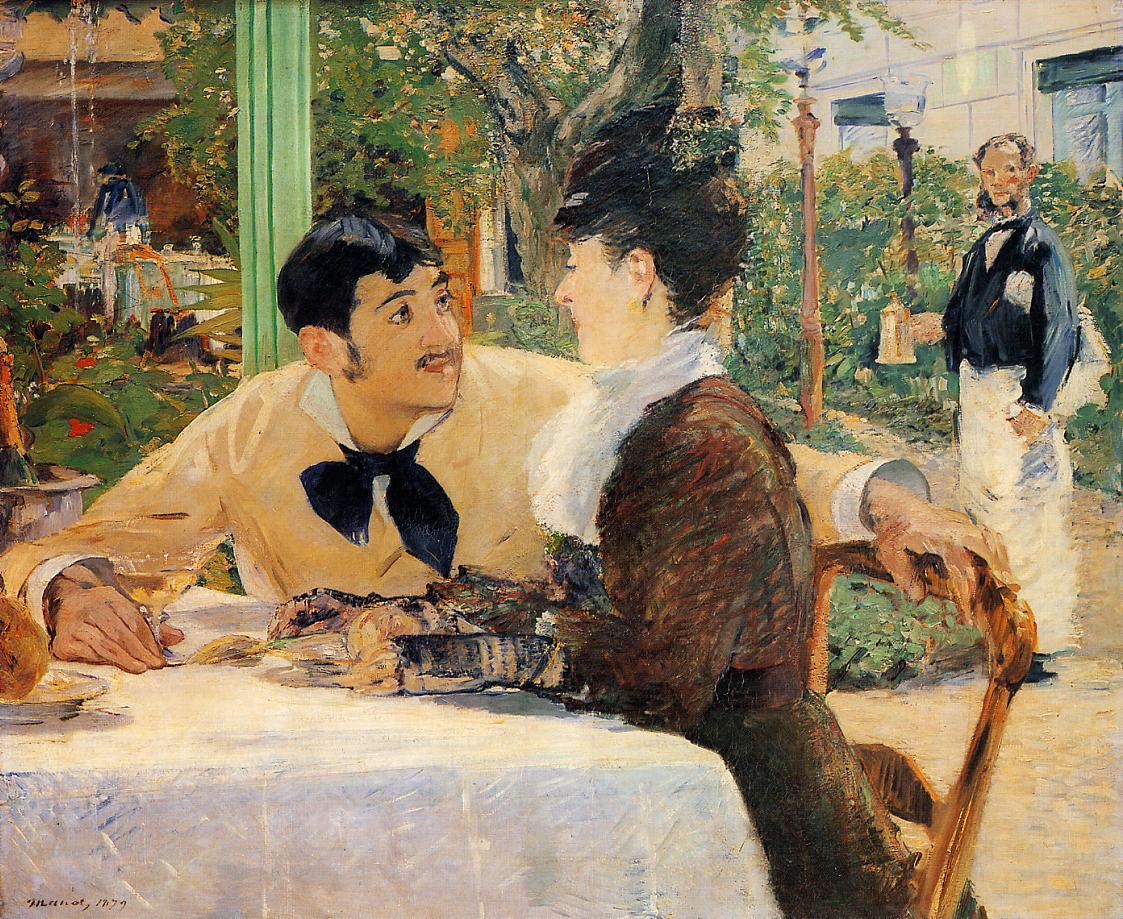
Manet, Chez le Père Lathuille (1879)
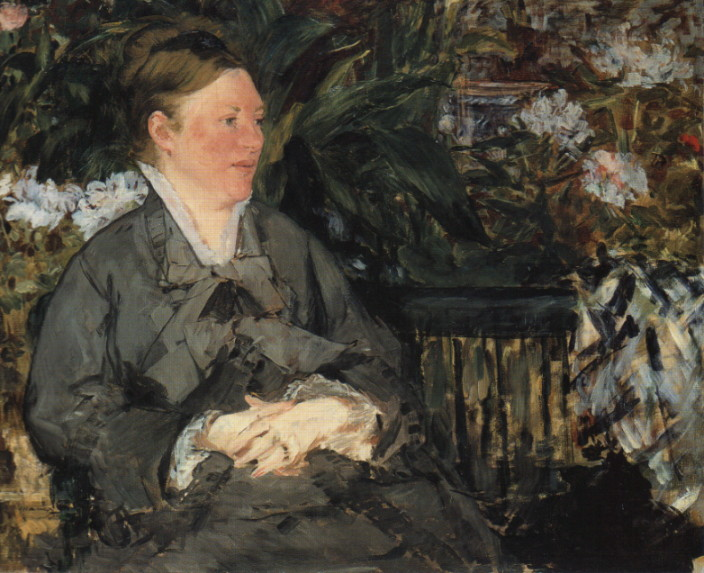
Un portrait de sa femme, Suzanne, au même endroit, la même année.
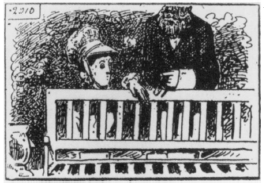
Le caricaturiste Morel-Retz (pseudonyme Stop) a publié cette caricature de Dans la serre dans le Journal amusant (17 mai 1879) avec comme légende : "Une jeune personne innocente coincée dans le conservatoire par un séducteur tristement célèbre"
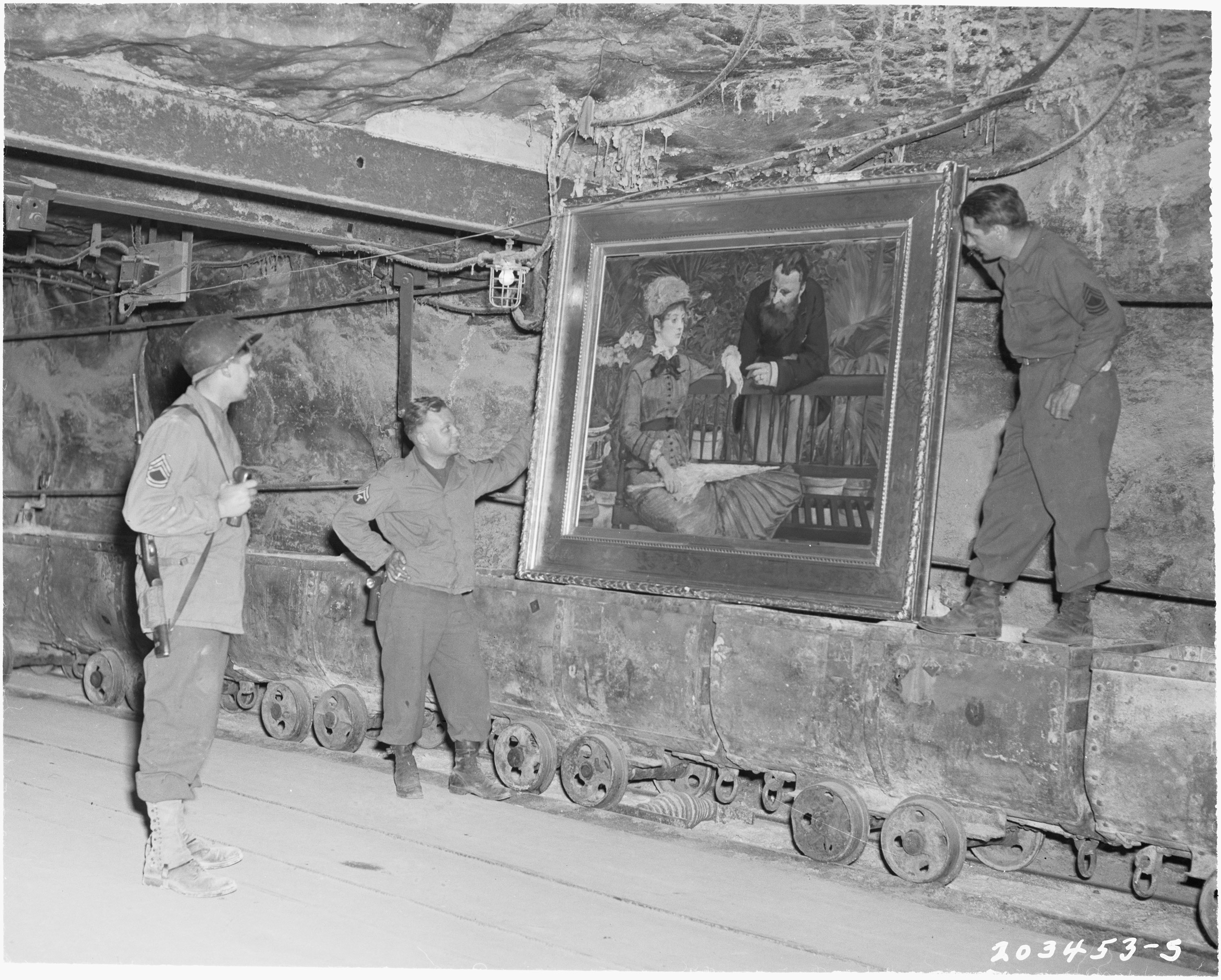
Le tableau a été transporté avec d'autres tableaux de la galerie nationale allemande dans une mine pour la protéger des bombes durant la Seconde Guerre mondiale. Cette photographie de 1945 montre des soldats américains avec le tableau dans la mine de sel de Merkers.